# Levofenacylmorfan

Strukturformel för levofenacylmorfan.

Levofenacylmorfan (systematiskt namn (-)-3-hydroxi-N-fenacylmorfinan, summaformel C24H27NO2) är en kemisk förening som tillhör gruppen opioider och har en smärtstillande effekt som är ungefär 10 gånger den hos morfin.
Substansen är narkotikaklassad och ingår i förteckningen N I i 1961 års allmänna narkotikakonvention, samt i förteckning II i Sverige.